# IBM 5120
L'IBM 5120 Computing System è un personal computer dell'IBM annunciato nel febbraio 1980 e commercializzato fino al 1981.
L'IBM 5120 Computing System è il terzo modello di personal computer commercializzato dall'IBM, successore dell'IBM 5110 Computing System (di cui è un'evoluzione) e predecessore dell'IBM System/23 Datamaster.

## Descrizione
L'IBM 5120 è un computer desktop all-in-one. Di base (cioè senza accessori opzionali) l'hardware del computer è costituito unicamente dall'unità centrale IBM 5110 Model 3 e da una periferica esterna: la stampante dot-matrix bidirezionale IBM 5103.
Come interfaccia utente di input, di serie il computer è dotato di tastiera alfanumerica. Mentre come interfaccia utente di output, oltre alla stampante IBM 5103, di serie il computer è dotato anche di display CRT monocromatico da 9 pollici. Sia la tastiera alfanumerica che il display CRT sono incorporati nell'unità centrale. Anche l'alimentatore elettrico che fa funzionare l'unità centrale è incorporato nell'unità centrale.
Di serie l'IBM 5120 ha una memoria primaria ad accesso casuale, in parte a sola lettura, in parte a lettura e scrittura. La memoria a sola lettura è non volatile, mentre la memoria a lettura e scrittura è volatile. Nella memoria a sola lettura è memorizzato il microcodice, il sistema operativo, l'interprete per il linguaggio di programmazione APL e/o l'interprete per il linguaggio di programmazione BASIC. La capacità della memoria a sola lettura varia a seconda di quali interpreti vi sono memorizzati. Di base la memoria volatile ha una capacità di 16, 32, 48 o 64 kB. Opzionalmente all'epoca era possibile incrementarla di 16, 32 o 48 kB, fino ad un massimo di 64 kB.
Di serie l'IBM 5120 può utilizzare anche memoria di massa a lettura e scrittura. A tale scopo nell'unità centrale sono inoltre incorporati due drive per floppy disk da 8 pollici DS/DD. Su ognuno di essi è possibile memorizzare fino a 1,2 MB. L'IBM 5120 può gestire anche fino a due aggiuntivi drive per floppy disk da 8 pollici DS/DD, all'epoca disponibili opzionalmente con la periferica esterna IBM 5114. Nella configurazione massima di drive per floppy disk, l'IBM 5120 può quindi avere in linea fino a 4,8 MB di memoria di massa ad accesso diretto.
La stampante IBM 5103 era disponibile in due diverse versioni indicate dall'IBM come "Model 11" e "Model 12". La stampante Model 11 è in grado di offrire una velocità di stampa di 80 cps, mentre la stampante Model 12 è in grado di offrire una velocità di stampa di 120 cps.
Al momento del lancio l'IBM 5120 era il computer IBM con il prezzo più basso. Il suo prezzo variava da 9.340 a 23.990 dollari.